# Trứng cá tầm muối

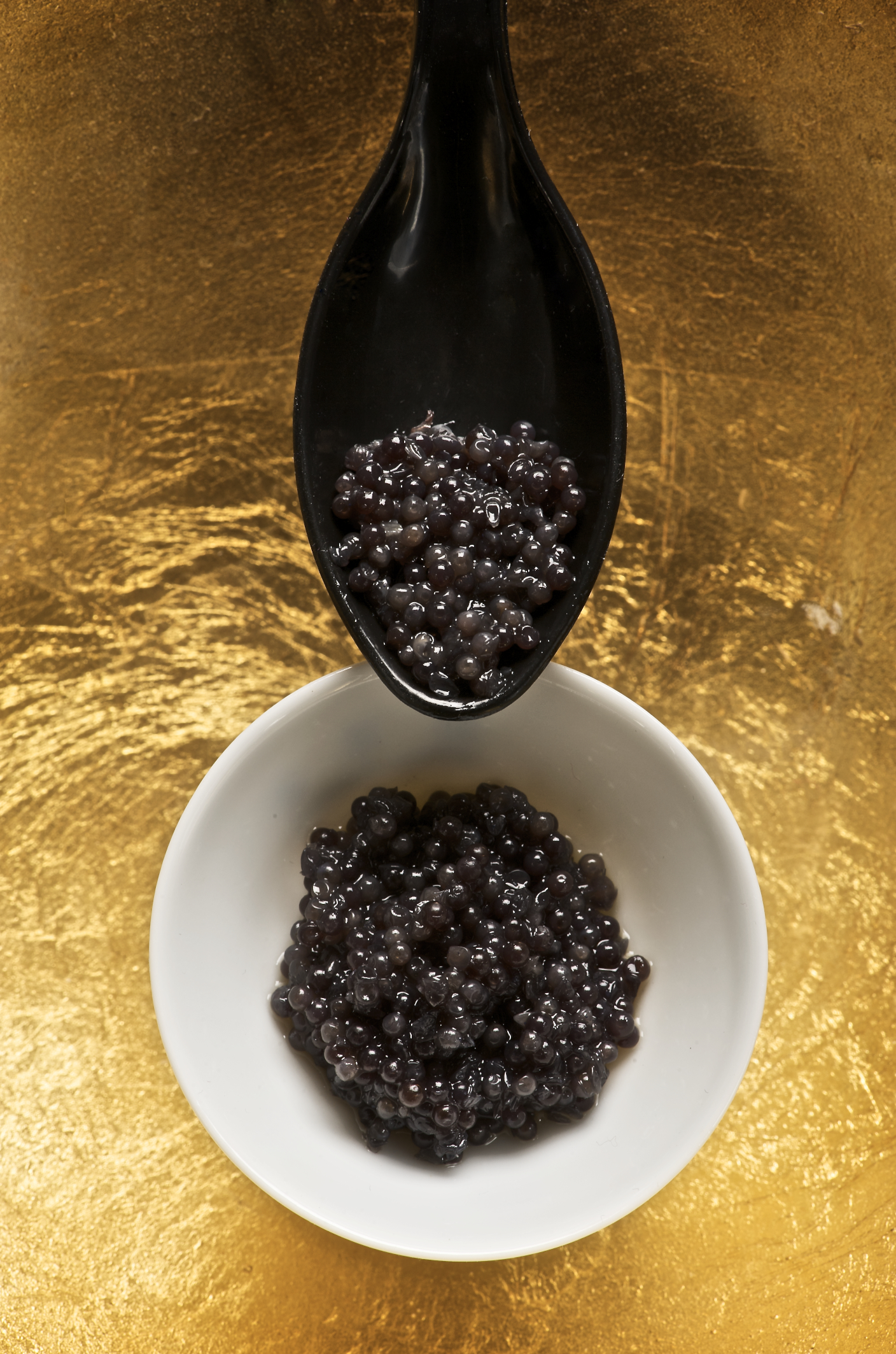
Trứng cá tầm

Trứng cá tầm muối (Beluga caviar) là một món ăn thuộc thể loại trứng cá muối từ nguyên liệu của cá tầm Cá tầm trắng (Huso huso) phân bố ở Iran, Azerbaijan, Kazakhstan, Nga, và Turkmenistan và cũng có thể được tìm thấy ở lưu vực Biển Đen và đôi khi ở biển Adriatic. Trứng cá muối Beluga là loại trứng cá muối đắt đỏ, loại cá này có thể sống được trong môi trường nước ngọt lẫn nước mặn, là loại cá có giá trị cao trên thị trường bởi thịt và trứng của chúng là những món ăn rất ngon và bổ dưỡng. Bong bóng của cá tầm trắng cũng đáng giá, màng trong của bong bóng được dùng để làm chất thạch (một dạng tinh khiết của gelatin), hữu ích trong nhiều ngành công nghiệp. Trứng được dùng làm món trứng cá muối, đây là món ăn đặc sản có giá trị kinh tế rất cao. Hiện loài cá này đang bị đẩy đến bên bờ vực tuyệt chủng một phần vì số lượng đánh bắt cá quá lớn. Bên cạnh đó, người ta lại hay giết con cái trưởng thành để lấy trứng, làm sụt giảm nghiêm trọng nguồn cá tầm thiên nhiên. 

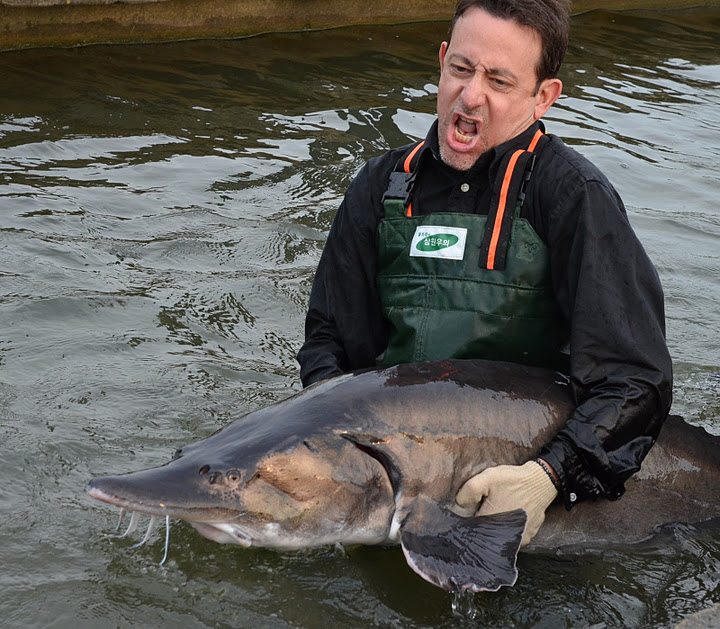
Cá tầm trắng đang cạn kiệt vì bị khai thác quá mức

Cá tầm trắng sống ở sông hay biển tùy theo từng giai đoạn phát triển. Cá trưởng thành từ biển bơi vào sông trong khoảng tháng ba, bơi lên đến các nhánh thượng nguồn vào khoảng tháng năm. Ở đó, chúng đẻ trứng trong các dòng nước chảy xiết. Trứng bám chặt vào đá cho đến khi nở. Sau thời gian sinh sản, những con trưởng thành bơi ra biển, nhưng những con non vẫn ở lại sông nhiều năm, rồi sau đó cũng bơi thẳng ra sống ở biển. Phải mất ít nhất là 20 năm, cá tầm trắng mới đến độ trưởng thành để có thể sinh sản - khi đó chúng lại từ biển bơi vào sông và ngược lên thượng nguồn. Cá tầm trắng đẻ trứng với số lượng rất lớn: một con cá cái kích thước 3m có thể đẻ một lứa hơn 3 triệu trứng với tổng trọng lượng là 115 kg trứng. Những con cá mái sắp đẻ trứng thường bị ngư dân bắt để làm món trứng cá muối. Món trứng cá tầm muối được xem là món ăn hảo hạng và một mặt hàng xa xỉ thượng lưu đắt đỏ với giá thị trường dao động từ $7,000 tới $22,000/kg ($3,200 tới $10,000/lb).